# Teryl Rothery
Teryl Rothery (Vancouver, 9. studenog 1962.) je kanadska filmska i televizijska glumica. 
Njeno prvo televizijsko pojavljivanje je bilo kada je imala 18 godina, u CBC-jevom Halloween Special Boo. Glumila je u serijama Stargate SG-1, Dosjei X, The Outer Limits, First Wave, Jeremiah, M.A.N.T.I.S., Kyle XY i mnogim drugim.

## Vanjske poveznice
- IMDb profil